# Rejon gusiewski
Rejon gusiewski (ros. Гу́севский райо́н) – powiat (rejon) obwodu królewieckiego w Rosji. Administracyjny środek tego rejonu to miasto Gusiew. W całym tym rejonie mieszka 37 461 osób (według danych na 2002 rok).
Rejon ten jest usytuowany we wschodniej części obwodu i jest mało zaludniony. Przez ten rejon przepływają dwie rzeki: Pisa i Węgorapa. Południowa część jest zdominowana przez lasy, a północna przez lasy i stepowe pastwiska.
Gospodarka oparta jest na rolnictwie. Główna linia kolejowa przebiegająca przez rejon to linia Królewiec – Moskwa.